# Хороїдзумі (повіт)
Пові́т Хороїдзу́мі (яп. 幌泉郡, ほろいずみぐん, МФА: [hoɾo.id͡zumʲi guɴ]) — повіт в Японії, в окрузі Хідака префектури Хоккайдо. 